# Nils Isakson
Nils Fredrik Isakson, född 23 september 1877 i Härnösand, död där 18 mars 1947, var en svensk företagare.
Nils Isakson var son till Carl Isakson. Efter avslutad skolgång och teoretisk utbildning vid Schartaus handelsinstitut 1893–1895 samt praktik dels hos fadern, dels 1896–1899 i Hamburg och London inträdde han i faderns firma, där han var bolagets VD 1907–1944. 1913–1919 var han brasiliansk konsularagent i Härnösand. Isakson deltog i bildandet av Härnösands engrossistförening 1921 och var dess ordförande till 1933. Han var stadsfullmäktig i Härnösand 1910–1919, ordförande i hamnstyrelsen 1927–1928 och vice ordförande i Västernorrlands och Jämtlands län från 1940.